# Friedrich Zamminer
Friedrich Georg Karl Zamminer (Darmstadt, 26 de outubro de 1817 – Gießen, 15 de agosto de 1858) foi um físico e químico alemão.
Zamminer frequentou a escola em Darmstadt e estudou ciência naturais em Gießen (especialmente física e química), dentre outros com Justus von Liebig. Além disso estudou em 1838 dois semestres em Tübingen. Obteve um doutorado em 1840 em Gießen, onde foi a partir de 1841 provisoriamente e a partir de 1842 regularmente diretor da Realschule em Michelstadt. Em 1843 obteve a habilitação em Gießen, onde foi professor extraordinário de matemática e física.
Em 1855 publicou um livro sobre acústica musical. Também publicou trabalhos sobre geofísica, magnetização de barras de ferro por corrente elétrica e óptica cristalina.

## Obras
- Anfangsgründe der Arithmetik und Geometrie nebst den Logarithmen der Zahlen 1-10.000. Heyer's Hofbuchhandlung, Darmstadt, 1838.
- Über den Grundsatz der kleinsten Wirkungen. Darmstadt, 1842
- Die Physik in ihren wichtigsten Resultaten, 1852
- Die Physik der Erdrinde und der Atmosphäre, 1853
- Die Musik und die musikalischen Instrumente in ihrer Beziehung zu den Gesetzen der Akustik. Gießen. 1855. Digitalisat